# فرانز ديليزش
فرانز ديليزش (بالألمانية: Franz Delitzsch) هو لاهوتي ومستعبر ألماني ولد في يوم 23 فبراير 1813 في مدينة ليبزغ. ألف عدة كتب عن الإنجيل والآثار اليهودية وعلم النفس الإنجيلي والشعر اليهودي بالإضافة إلى اللاهوت الدفاعي. واشتهر بترجمة العهد الجديد من الكتاب المقدس إلى اللغة العبرية. توفي في يوم 4 مارس 1890 في ليبزغ. ابنه فريدريش ديليزش هو عالم آثار اختص باللغة الأكدية وبالتاريخ الآشوري.